# Eruptio gaubae
Eruptio gaubae är en svampart som först beskrevs av Arx & Constant., och fick sitt nu gällande namn av Crous 1999. Eruptio gaubae ingår i släktet Eruptio och familjen Mycosphaerellaceae.   Inga underarter finns listade i Catalogue of Life.